# Traite d'êtres humains au Togo
 (juin 2022).
La mise en forme du texte ne suit pas les recommandations de Wikipédia : il faut le « wikifier ».
Les points d'amélioration suivants sont les cas les plus fréquents. Le détail des points à revoir est peut-être précisé sur la page de discussion.
- Les titres sont pré-formatés par le logiciel. Ils ne sont ni en capitales, ni en gras.
- Le texte ne doit pas être écrit en capitales (les noms de famille non plus), ni en gras, ni en italique, ni en « petit »…
- Le gras n'est utilisé que pour surligner le titre de l'article dans l'introduction, une seule fois.
- L'italique est rarement utilisé : mots en langue étrangère, titres d'œuvres, noms de bateaux, etc.
- Les citations ne sont pas en italique mais en corps de texte normal. Elles sont entourées par des guillemets français : « et ».
- Les listes à puces sont à éviter, des paragraphes rédigés étant largement préférés. Les tableaux sont à réserver à la présentation de données structurées (résultats, etc.).
- Les appels de note de bas de page (petits chiffres en exposant, introduits par l'outil «  Source ») sont à placer entre la fin de phrase et le point final[comme ça].
- Les liens internes (vers d'autres articles de Wikipédia) sont à choisir avec parcimonie. Créez des liens vers des articles approfondissant le sujet. Les termes génériques sans rapport avec le sujet sont à éviter, ainsi que les répétitions de liens vers un même terme.
- Les liens externes sont à placer uniquement dans une section « Liens externes », à la fin de l'article. Ces liens sont à choisir avec parcimonie suivant les règles définies. Si un lien sert de source à l'article, son insertion dans le texte est à faire par les notes de bas de page.
- La présentation des références doit suivre les conventions bibliographiques. Il est recommandé d'utiliser les modèles {{Ouvrage}}, {{Chapitre}}, {{Article}}, {{Lien web}} et/ou {{Bibliographie}}. Le mode d'édition visuel peut mettre en forme automatiquement les références.
- Insérer une infobox (cadre d'informations à droite) n'est pas obligatoire pour parachever la mise en page.

Pour une aide détaillée, merci de consulter Aide:Wikification.
Si vous pensez que ces points ont été résolus, vous pouvez retirer ce bandeau et améliorer la mise en forme d'un autre article.
Le Togo est un pays de départ, de transit et de destination pour les femmes et les enfants victimes de la traite à des fins de travail forcé et d'exploitation sexuelle commerciale. La traite à l'intérieur du Togo est plus répandue que la traite transnationale et la majorité des victimes sont des enfants. Les filles togolaises sont principalement victimes de la traite à l'intérieur du pays à des fins de servitude domestique, de vente sur les marchés, de portefaix, et d'exploitation sexuelle commerciale. Dans une moindre échelle, les filles sont également victimes de trafic vers d'autres pays africains, principalement le Bénin, le Nigeria, le Ghana et le Niger, pour les mêmes raisons que celles mentionnées ci-dessus. Les garçons togolais font le plus souvent l'objet d'un trafic transnational pour travailler dans l'agriculture dans d'autres pays africains, principalement au Nigeria, en Côte d'Ivoire, au Gabon et au Bénin, bien que certains garçons fassent également l'objet d'un trafic à l'intérieur du pays pour travailler sur le marché. Des enfants béninois et ghanéens ont également été victimes de trafic vers le Togo. Des rapports font état de femmes et de filles togolaises victimes de trafic au Liban et en Arabie Saoudite, probablement à des fins de servitude domestique et d'exploitation sexuelle. Les femmes togolaises peuvent faire l'objet d'un trafic vers l'Europe, principalement vers la France et l'Allemagne, à des fins de servitude domestique et d'exploitation sexuelle. Au cours de l'année dernière, 19 filles et jeunes femmes togolaises ont été victimes de trafic vers les États-Unis pour un travail forcé dans un salon de coiffure. Le gouvernement du Togo ne se conforme pas entièrement aux normes minimales pour l'élimination de la traite des êtres humains ; cependant, il fait des efforts importants pour y parvenir, malgré des ressources limitées. Le Togo a fait preuve de solides efforts en matière d'application de la loi en augmentant le nombre de trafiquants condamnés. Cependant, les peines infligées aux trafiquants condamnés étaient inadéquates et les efforts de protection ont diminué par rapport à l'année dernière[Quand ?].
Le Bureau du département d'État américain chargé de surveiller et de combattre la traite des personnes a placé le pays sur la "liste de surveillance de niveau 2" en 2018  - une dégradation par rapport à l'année précédente.

## Poursuite judiciaire
Le gouvernement du Togo a fait preuve d'efforts soutenus en matière d'application de la loi pour lutter contre la traite au cours de l'année dernière. Le Togo n'interdit pas toutes les formes de trafic, bien qu'en juillet 2007, le gouvernement ait promulgué un Code de l'enfant qui criminalise toutes les formes de trafic d'enfants. Cette loi complète la loi togolaise de 2005 relative au trafic d'enfants, qui criminalise le trafic d'enfants, mais fournit une faible définition du trafic et n'interdit pas l'exploitation sexuelle des enfants. La peine maximale de 10 ans d'emprisonnement prévue par le Togo pour le trafic de main-d'œuvre enfantine est suffisamment sévère. La peine maximale prescrite au Togo de 10 ans d'emprisonnement pour le trafic d'enfants est suffisamment sévère. Les peines prescrites d'un à cinq ans d'emprisonnement pour le trafic sexuel d'enfants âgés de 15 ans et plus et de 10 ans d'emprisonnement pour le trafic sexuel d'enfants âgés de moins de 15 ans sont suffisamment sévères et proportionnelles aux peines prescrites pour le détournement de mineur. Le 15 juin 2007, cinq trafiquants ont été condamnés dans les villes de Kara et Sokode, dans le nord du pays. Ils ont été condamnés à des peines d'un à deux ans d'emprisonnement, et certains ont également payé une amende de 2 000 dollars chacun, soit cinq fois le revenu par habitant du Togo. En septembre 2007, les autorités togolaises et américaines ont collaboré pour expulser du Togo un Américain accusé de tourisme sexuel impliquant des enfants. En 2007, avec le soutien de l'UNICEF, le gouvernement a organisé quatre ateliers de cinq jours et a mis à disposition quelques instructeurs pour former 108 responsables de l'application de la loi, notamment des magistrats, des policiers, des gendarmes, des militaires et des douaniers, sur les stratégies d'application des lois contre le trafic d'enfants. Le gouvernement s'appuie largement sur les comités de vigilance locaux financés par l'OIT, généralement composés de fonctionnaires locaux, de dirigeants communautaires et de jeunes, pour signaler les cas de trafic.

## Protection
Le gouvernement togolais a fait montre d'efforts modestes pour protéger les victimes de la traite au cours de l'année dernière. Les représentants des forces de l'ordre togolaises ont régulièrement orienté les victimes de la traite vers les autorités gouvernementales ou les ONG pour une prise en charge. Le ministère des Affaires sociales, le ministère de la Protection de l'enfance et le Comité national pour l'accueil et la réinsertion des enfants victimes de la traite ont aidé les victimes principalement en alertant deux ONG à Lomé qui fournissent des soins immédiats aux victimes, et en travaillant avec ces organisations pour ramener les victimes dans leurs communautés d'origine. En 2007, cependant, le ministre de la Protection de l'enfance a également créé un centre de formation professionnelle pour les enfants démunis où le gouvernement a placé certaines victimes de la traite avant de les réinsérer dans leur famille. Le gouvernement a indiqué qu'il avait confié 224 victimes de traite à une ONG de Lomé au cours de l'année et que 56 victimes togolaises de traite à l'étranger avaient été interceptées et rapatriées en 2007. Ni le gouvernement ni les ONG ne prennent en charge les victimes masculines de plus de 15 ans. Le gouvernement encourage parfois les victimes à participer aux enquêtes ou aux poursuites en matière de traite sur une base ad hoc. Le gouvernement ne propose pas d'alternatives légales à la déportation des victimes étrangères vers des pays où elles risquent des difficultés ou des représailles ; cependant, la majorité des victimes sont togolaises. Les victimes ne sont pas incarcérées de manière inappropriée ou condamnées à des amendes pour des actes illégaux résultant directement de la traite des êtres humains.

## La prévention
Le gouvernement togolais a fait des efforts constants pour sensibiliser à la traite des êtres humains au cours de la période considérée. Avec le soutien de l'UNICEF, le gouvernement a organisé en 2007 une formation sur la traite pour les journalistes. Avec l'aide de l'UNICEF, de l'OIT et d'ONG locales, le gouvernement a également élaboré un plan d'action national de lutte contre la traite et un manuel sur les procédures de protection des victimes de la traite. Les fonctionnaires du gouvernement local ont continué à jouer un rôle actif en tant que membres des comités locaux de lutte contre la traite financés par l'OIT, afin de sensibiliser les gens à la traite en organisant des sketches et des annonces radiophoniques dans la langue locale. Les troupes togolaises déployées à l'étranger dans le cadre de missions de maintien de la paix reçoivent une certaine formation de sensibilisation à la traite avant leur déploiement. Bien que la loi de 2005 sur la lutte contre la traite des êtres humains prévoie la création d'un Comité national de lutte contre la traite des êtres humains, cet organe de coordination n'a pas encore été mis en place. Le Togo n'a pas pris de mesures pour réduire la demande d'actes sexuels commerciaux. Le Togo n'a pas ratifié le protocole de 2000 des Nations unies sur la traite des êtres humains.